# Margherita Malatesta
Margherita Malatesta (1370 – Mantova, 28 febbraio 1399) era la figlia di Galeotto I Malatesta e di Gentile da Varano, figlia di Rodolfo II da Varano.

## Biografia
Margherita sposò nel 1393 Francesco I Gonzaga di Mantova ed ebbe come figlio Gianfrancesco I Gonzaga, che nel 1409 sposò Paola Malatesta, figlia di Malatesta IV. Margherita portò ai Gonzaga la malattia ereditaria del rachitismo, che si manifestò periodicamente nei signori di Mantova fino al XVI secolo.
Morì nel 1399 e venne sepolta nella Chiesa di San Francesco, mausoleo dei Gonzaga.

## Discendenza
Francesco e Margherita ebbero due figli:
- Gianfrancesco (1395 – 1444), suo successore e I marchese di Mantova;
- Susanna, morta giovane.

## Ascendenza
|                      |                      |                                    | Genitori            |  |  | Nonni |  |  | Bisnonni               |  |  | Trisnonni             |  |
|                      |                      |                                    |                     |  |  |       |  |  | Malatesta da Verucchio |  |  | Malatesta I Malatesta |  |
|                      |                      |                                    |                     |  |  |       |  |  | Malatesta da Verucchio |  |  | Malatesta I Malatesta |  |
|                      |                      | Adelasia                           |                     |  |  |       |  |  | Malatesta da Verucchio |  |  |                       |  |
| Pandolfo I Malatesta |                      |                                    |                     |  |  |       |  |  | Malatesta da Verucchio |  |  |                       |  |
|                      |                      | Margherita Paltenieri di Monselice | …                   |  |  |       |  |  |                        |  |  |                       |  |
|                      |                      | Margherita Paltenieri di Monselice | …                   |  |  |       |  |  |                        |  |  |                       |  |
|                      |                      | Margherita Paltenieri di Monselice | …                   |  |  |       |  |  |                        |  |  |                       |  |
| Galeotto I Malatesta |                      | Margherita Paltenieri di Monselice |                     |  |  |       |  |  |                        |  |  |                       |  |
|                      |                      | …                                  | …                   |  |  |       |  |  |                        |  |  |                       |  |
|                      |                      | …                                  | …                   |  |  |       |  |  |                        |  |  |                       |  |
|                      |                      | …                                  | …                   |  |  |       |  |  |                        |  |  |                       |  |
| Taddea da Rimini     |                      | …                                  |                     |  |  |       |  |  |                        |  |  |                       |  |
|                      |                      | …                                  | …                   |  |  |       |  |  |                        |  |  |                       |  |
|                      |                      | …                                  | …                   |  |  |       |  |  |                        |  |  |                       |  |
|                      |                      | …                                  | …                   |  |  |       |  |  |                        |  |  |                       |  |
| Margherita Malatesta |                      | …                                  |                     |  |  |       |  |  |                        |  |  |                       |  |
|                      | Berardo II da Varano | Gentile II da Varano               |                     |  |  |       |  |  |                        |  |  |                       |  |
|                      | Berardo II da Varano | Gentile II da Varano               |                     |  |  |       |  |  |                        |  |  |                       |  |
|                      | Berardo II da Varano | …                                  |                     |  |  |       |  |  |                        |  |  |                       |  |
| Rodolfo II da Varano | Berardo II da Varano |                                    |                     |  |  |       |  |  |                        |  |  |                       |  |
|                      |                      | Bellafiore di Gualtiero Brunforte  | Gualtiero Brunforte |  |  |       |  |  |                        |  |  |                       |  |
|                      |                      | Bellafiore di Gualtiero Brunforte  | Gualtiero Brunforte |  |  |       |  |  |                        |  |  |                       |  |
|                      |                      | Bellafiore di Gualtiero Brunforte  | …                   |  |  |       |  |  |                        |  |  |                       |  |
| Gentile da Varano    |                      | Bellafiore di Gualtiero Brunforte  |                     |  |  |       |  |  |                        |  |  |                       |  |
|                      |                      | Finuccio Chiavelli                 | …                   |  |  |       |  |  |                        |  |  |                       |  |
|                      |                      | Finuccio Chiavelli                 | …                   |  |  |       |  |  |                        |  |  |                       |  |
|                      |                      | Finuccio Chiavelli                 | …                   |  |  |       |  |  |                        |  |  |                       |  |
| Camilla Chiavelli    |                      | Finuccio Chiavelli                 |                     |  |  |       |  |  |                        |  |  |                       |  |
|                      |                      | …                                  | …                   |  |  |       |  |  |                        |  |  |                       |  |
|                      |                      | …                                  | …                   |  |  |       |  |  |                        |  |  |                       |  |
|                      |                      | …                                  | …                   |  |  |       |  |  |                        |  |  |                       |  |
|                      |                      | …                                  |                     |  |  |       |  |  |                        |  |  |                       |  |